# Saison 1 de South Park
Chronologie
Saison 2
La première saison de South Park a été diffusée aux États-Unis sur Comedy Central Entre le 13 août 1997 et le 25 février 1998. Les créateurs de la série, Trey Parker et Matt Stone, ont rédigé la majeure partie des épisodes de la saison, en compagnie de Dan Sterling, Philip Stark et David Goodman qui, ont été crédités dans certains épisodes. La série se focalise principalement sur un groupe de quatre enfants — Stan Marsh, Kyle Broflovski, Eric Cartman et Kenny McCormick — vivant des aventures surréalistes dans la ville fictive de South Park, dans les montagnes Rocheuses du Colorado.
South Park est la suite d'un court métrage intitulé The Spirit Of Christmas (Jesus vs. Frosty) réalisé par Parker et Stone en 1992. Ce court-métrage à petit budget fait-main constitue le prototype des personnages principaux de South Park. Le directeur de la Fox, Brian Graden, demande à Parker et Stone en 1995 la réalisation d'un second court-métrage ce dernier sera intitulé Jesus vs. Santa. Ce court-métrage met en avant les éléments illustratifs qu'exposeraient South Park. Par la suite, il se popularise rapidement sur Internet, le succès mena à des discussions concernant la création d’une série, d'abord avec la Fox, ensuite avec Comedy Central, chaîne sur laquelle la série débute le 13 août 1997. Comedy Central avait originellement demandé six épisodes de South Park dès sa première saison. Cependant, lorsque l'émission devient un succès, la chaîne réclame sept épisode, que Parker et Stone avaient réalisé en toute hâte. La saison a été commercialisée en 2003 en DVD zone 1, puis en octobre 2007 en zones 2 et 4.
En matière d'audience, la première saison de la série est un véritable succès pour Comedy Central. L'audience passe de 1,3 sur l'échelle de Nielsen pour son premier épisode à 6,4 pour son dixième épisode. De nombreux épisodes ont également été nommés.

## Développement

### Origine

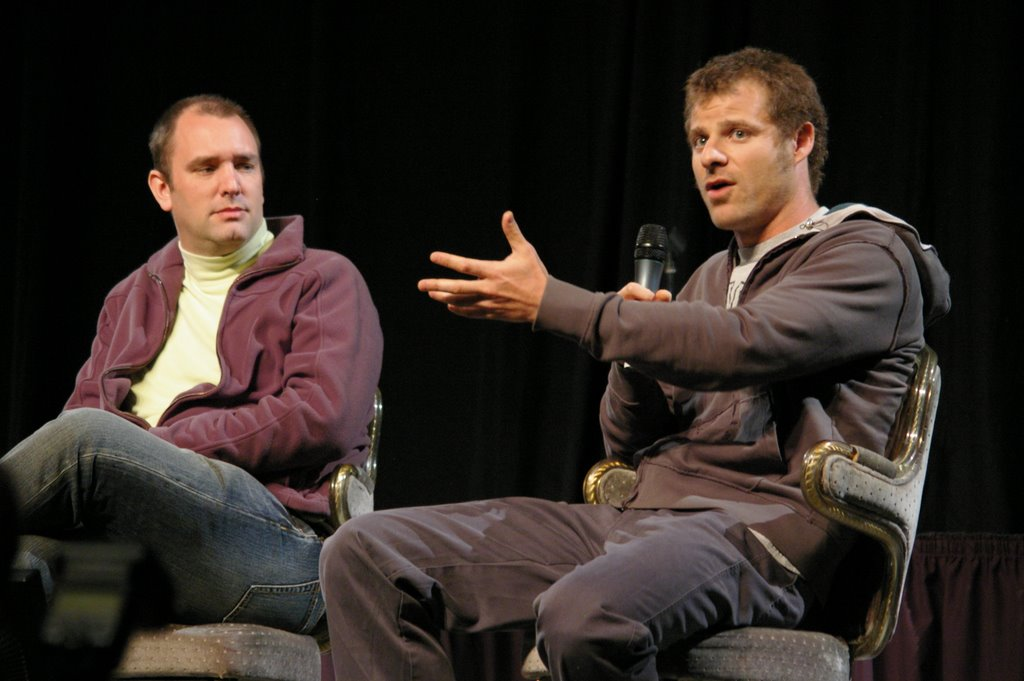
Les deux créateurs de la série South Park, Matt Stone (à gauche) et Trey Parker, ici en 2007, ont d'abord étudié ensemble à l'Université du Colorado.

Les origines de South Park remontent à 1992 lorsque ses créateurs Trey Parker et Matt Stone se rencontrent lorsqu'ils étudient l'audiovisuel à l'université du Colorado à Boulder. Pour un de leurs projets vidéo, ils évoquent la mise en scène d'un garçon qui se lie d'amitié avec une crotte parlante nommée M. Hankey. Bien que cette idée reste en suspens, Parker et Stone créent un court-métrage animé sur le thème de Noël, appelé Jesus vs Frosty. Le budget étant petit, le court-métrage Jesus vs Frosty a été fait assez grossièrement ; on peut y reconnaître les prototypes des quatre personnages principaux de South Park. Le directeur exécutif de la Fox, Brian Graden, visionne la vidéo en 1995. Il contacte alors Parker et Stone pour leur demander de créer un deuxième court-métrage qu'il pourrait envoyer comme carte de Noël à des amis. Intitulé The Spirit of Christmas, aussi connu sous le titre de Jesus vs Santa, le court-métrage semble être plus fidèle à l'esprit qu'a ensuite la série. Après que les courts-métrages commencent à être perçus comme des concepts de séries télévisées potentielles, Parker et Stone développent leur univers, centré sur la ville de South Park avec les personnages de leur premier court-métrage. En 1997, The Spirit of Christmas remporte le Los Angeles Film Critics Association Award dans la catégorie du meilleur film d'animation, attirant ainsi l'attention des représentants de l'industrie audiovisuelle.
La vidéo Jesus vs Santa est alors largement diffusée, à la fois à l'aide de copies et d'Internet. George Clooney a signalé avoir fait 300 copies pour ses amis, et le court-métrage a par la suite été considéré comme une des premières vidéos virales. Lorsque le court-métrage a commencé à générer de l'intérêt pour une possible série télévisée, Parker et Stone ont eu l'idée d'une émission qui met en scène quatre enfants, mais ont prévu de l'appeler The Mr. Hankey Show mettant en vedette un étron vivant. Ils ont lancé l'idée, mais Brian Graden l'a rejetée et dit, selon Stone, « je ne mets pas de caca sur ma chaîne, ». Parker et Stone adaptent alors leur idée originale dans une émission concernant quatre enfants dans la ville de South Park, M. Hankey n'y est plus un protagoniste ils prévoient d'en faire à l'avenir un personnage secondaire à l'avenir.

### Production
Doug Herzog, président de Comedy Central à l'époque, visionne Jesus vs. Santa et le considère comme « la chose la plus drôle qu'il n'a jamais vu ». Il demande à Trey Parker et Matt Stone de développer une série pour sa chaîne. Au cours des négociations, ils évoquent l'idée d'un épisode avec M. Hankey. Parker se souvient avoir demandé « une chose qu'il faut savoir avant d'aller plus loin : que pensez-vous de parler caca, ? ». Les dirigeants de la chaîne ont été réceptifs à l'idée, ce qui aurait été une raison cruciale pour la décision de Parker et Stone de signer avec la chaîne. Le premier épisode de la série, Cartman a une sonde anale, est diffusé sur Comedy Central le 13 août 1997, tandis que M. Hankey apparaît quelques mois plus tard dans le neuvième épisode, Monsieur Hankey, le petit caca Noël.
L'épisode pilote n'a pas eu de bons résultats d'audience. Parker a admis plus tard qu'ils ont ressenti avec Stone la pression liée au succès de leurs deux premiers courts-métrages. C'est ainsi qu'ils ont essayé de « approfondir les choses... peut-être plus loin que nous ne le devrions ». En revanche, ils ont permis aux épisodes suivants d'être "plus naturels", en se concentrant davantage sur des sujets controversés « sans simplement y jeter un tas de grossièretés ». Cartman a une sonde anale, n'ayant pas particulièrement convaincu, les cadres de Comedy Central n'étaient pas certains d'acheter une saison. Toutefois, comme pour les épisodes de L'Esprit de Noël, l'épisode fut très apprécié sur Internet, Parker et Stone ont alors eu une deuxième chance avec un deuxième épisode à écrire. Le duo écrit Muscle Plus 4000 dont le script a plu à la chaîne qui s'est engagé pour une première saison, sous la pression exercée par Parker et Stone qui n'écriraient plus pour eux si Comedy Central ne signait pas une saison d'au moins six épisodes. Avec la réussite des négociations, Parker et Stone écrivirent l'épisode tout en travaillant sur leur film Capitaine Orgazmo, sorti en 1997.
Comedy Central commande à l'origine seulement ces six épisodes, mais lorsque l'émission a commencé à avoir du succès, ils en demandèrent sept autres que Parker et Stone devaient produire rapidement. Conjonctivite, le premier de ces nouveaux épisodes, est diffusé le 29 octobre 1997, seulement deux mois et demi après le pilote de la série. Il y a eu trois épisodes pour les célébrations de fin d'année : Conjonctivite pour Halloween, Le Petit Éthernopien lors de Thanksgiving et Monsieur Hankey, le petit caca Noël pour Noël. Ils sont diffusés à trois semaines d'intervalle, tandis que les quatre derniers sont diffusés sur le mois de février 1998.
Cartman a une sonde anale est le seul épisode animé presque entièrement en stop motion avec du papier découpé. Tous les épisodes suivants seraient entièrement animés par ordinateur en utilisant PowerAnimator ou Maya. Dès le huitième épisode, Damien, une grande partie des responsabilités de dessin et d'animation assumées par Parker et Stone étaient désormais déléguées à une équipe d'animateurs. C'est le seul épisode avec Cartman a une sonde anale à recevoir une note de TV-14 au lieu de la TV-MA habituelle de l'émission. Parker et Stone attribuent au quatrième épisode, Une promenade complètement folle avec Al Super Gay, le mérite d'avoir contribué à augmenter les audiences au début de la saison. Ils ont eu l'impression que l'épisode spécial Noël de l'émission, Monsieur Hankey, le petit caca Noël, a amené South Park à un nouveau niveau de popularité, et Parker estime qu'il « avait juste tout fait sauter »,.

## Accueil

### Audiences
La première saison de South Park fut un succès d’audience pour Comedy Central. Le premier épisode de la série, Cartman a une sonde anale, s'est vu gratifiée d'une note de 1,3 sur l'échelle de Nielsen, ce qui équivaut à 980 000 foyers, chiffre élevé pour un programme d'une chaîne câblée aux États-Unis. Ce score fut vite dépassé par le troisième épisode, Volcano, puis par le sixième, La Mort, avec une note de 1,7. Les audiences furent de plus en plus importantes à partir du septième épisode avec des notes de 3,8 (Conjonctivite), 4,8 (Le Petit Éthernopien), 5,4 (Monsieur Hankey, le petit caca Noël), 6,4 (Damien), et 6,9 (Mecha Streisand) respectivement. Cela correspond à 5,4 millions de téléspectateurs dans 3,2 foyers,. Le dernier épisode, La mère de Cartman est une folle du cul, obtient une note de 8,0, ce qui correspond à plus de 300 000 téléspectateurs lors de sa première diffusion,.

### Réception critique
Malgré de bonnes audiences, les critiques de cette première saison furent mitigées. Cartman a une sonde anale, le premier épisode de la série, reçut des critiques généralement négatives après sa diffusion. Lorsque Muscle Plus 4000 fut diffusé, beaucoup de journalistes continuent de remettre en cause la longévité et la qualité de South Park.

### Impact sur Comedy Central
En 2006, Devin Leonard du magazine Fortune considère que le lancement de South Park a fait passer Comedy Central de chaîne « pas si drôle » à « puissance de l'industrie télévisuelle presque du jour au lendemain ». À l'époque, la chaîne a une faible répartition avec 21 millions de souscripteurs. Comedy Central a fait promotion de la série vigoureusement avant sa diffusion, les publicités assuraient que South Park était « la raison pour laquelle la V-chip fut inventée, ». Les ventes de tee-shirts ont généré 30 millions de dollars avant même que le premier épisode ne soit diffusé. 
South Park devint très rapidement un des programmes les plus populaires du câble aux États-Unis, pour des audiences oscillant entre 3,5 et 5,5 millions de téléspectateurs. Le câblo-opérateur Tele-Communications Inc. — basé à Denver —, alors un des plus grands distributeurs aux Etats-Unis, n'a pas reconduit Comedy Central sur son réseau. Mais lorsque South Park a commencé, les journaux et radios de Denver ont largement critiqués ce choix, étant donné que Parker et Stone sont des locaux. Doug Herzog, alors directeur de la chaîne, se souvient que le public était « devenu fou », car la chaîne a gagné près de dix millions de nouveaux abonnements individuellement de Tele-Communications Inc., « inédit à l'époque ».
Jusqu'alors affiliée à MTV Networks, Comedy Central prend son indépendance grâce au succès de la série. Fin 1998, la chaîne vend pour 150 millions de dollars de goodies. L'audience de Comedy Central fait un bond avec près de 3 millions de nouveaux abonnements mi-1998, permettant à la chaîne de signer des contrats à l'international avec les chaînes de divers pays.

### Récompenses et nominations
Certains épisodes de la première saison sont nommés pour des récompenses. Le quatrième épisode de la saison, Une promenade complètement folle avec Al Super Gay est nommé pour un Emmy Award en 1998 dans la catégorie Primetime Emmy Award du meilleur programme d'animation. C'est finalement l'épisode des Simpson Vive les éboueurs qui remporte le prix. L'épisode est également nommé pour un GLAAD Media Award dans la catégorie du meilleur épisode télévisé, mais est devancé par un autre épisode des Simpson, La Phobie d'Homer. L'Environmental Media Association a nommé l'épisode Volcano dans la catégorie « épisode de série télévisée » aux Environmental Media Awards, mais le prix a été remporté par Les Simpson pour l'épisode Le Vieil Homme et Lisa,.
Pour sa première saison, South Park remporte un CableACE Award dans la catégorie du meilleur programme ou série d'animation et a été nommé pour un Annie Award dans la catégorie du meilleur programme d'animation en primetime ou fin de soirée. En 1998, Matt Stone et Trey Parker remportent le Nova Award décerné par la Producers Guild of America pour récompenser les producteurs les plus prometteurs en télévision.

## Épisodes
| № | #  | Titre                                                                             | Réalisation               | Scénario                                | Première diffusion | Première diffusion | Code de prod. |
| № | #  | Titre                                                                             | Réalisation               | Scénario                                | États-Unis         | France             | Code de prod. |
| --- | -- | --------------------------------------------------------------------------------- | ------------------------- | --------------------------------------- | ------------------ | ------------------ | ------------- |
| 1 | 1  | Cartman a une sonde anale Cartman Gets an Anal Probe                              | Trey Parker               | Trey Parker et Matt Stone               | 13 août 1997       | 17 juillet 1998    | 101           |
| Cartman raconte à Stan, Kyle et Kenny qu'il a été enlevé par des extraterrestres lors d'un rêve. Les garçons se rendent compte que cela s'est réellement produit quand Ike Broflovski, le petit frère de Kyle, est enlevé. Cartman semble s'être fait implanter une sonde anale par les visiteurs. |    |                                                                                   |                           |                                         |                    |                    |               |
| 2 | 2  | Muscle Plus 4000 Weight Gain 4000                                                 | Trey Parker et Matt Stone | Trey Parker et Matt Stone               | 27 août 1997       | 31 juillet 1998    | 102           |
| Les habitants de South Park préparent avec enthousiasme la visite de Kathie Lee Gifford, mais M. Garrison met au point un plan afin de l'assassiner et se venger de son succès. Entre-temps, Eric Cartman devient dangereusement obèse après l'achat de Muscle Plus 4000.                          |    |                                                                                   |                           |                                         |                    |                    |               |
| 3 | 3  | Volcano                                                                           | Trey Parker et Matt Stone | Trey Parker et Matt Stone               | 20 août 1997       | 24 juillet 1998    | 103           |
| Stan, Kyle, Cartman et Kenny partent chasser avec Jimbo Kern, l'oncle de Stan, et son ami Ned. Stan se sent frustré par sa difficulté à tirer sur un animal, tandis que Cartman essaie d'effrayer les autres avec l'histoire d'une créature extraordinaire nommée Kukrapok.                        |    |                                                                                   |                           |                                         |                    |                    |               |
| 4 | 4  | Une promenade complètement folle avec Al Super Gay Big Gay Al's Big Gay Boat Ride | Trey Parker               | Trey Parker et Matt Stone               | 3 septembre 1997   | 9 août 1998        | 104           |
| Le chien de Stan, Sparky s'avère être homosexuel. Sous la pression de ses camarades, Stan essaye de le viriliser, ce qui a pour conséquence de faire fuir Sparky vers le refuge pour animaux gays de Al Super Gay.                                                                                 |    |                                                                                   |                           |                                         |                    |                    |               |
| 5 | 5  | Un éléphant fait l'amour à un cochon An Elephant Makes Love to a Pig              | (non crédité)             | Trey Parker, Matt Stone et Dan Sterling | 10 septembre 1997  | 14 août 1998       | 105           |
| Stan, Kyle, Cartman et Kenny parient qu'ils parviendraient à croiser un éléphant avec un cochon avec d'autres enfants, qui eux pensent pouvoir cloner un être humain. |    |                                                                                   |                           |                                         |                    |                    |               |
| 6 | 6  | La Mort Death                                                                     | Matt Stone                | Trey Parker et Matt Stone               | 17 septembre 1997  | 21 août 1998       | 106           |
| Le grand-père de Stan souhaite se suicider et demande à son petit-fils de l'aider. En même temps, Les parents de South Park se mobilisent contre l'émission de Terrance et Philippe. |    |                                                                                   |                           |                                         |                    |                    |               |
| 7 | 7  | Conjonctivite Pinkeye                                                             | Trey Parker et Matt Stone | Trey Parker, Matt Stone et Philip Stark | 29 octobre 1997    | 31 octobre 1998    | 107           |
| Kenny meurt. À la morgue, la sauce Worcestershire d'un des employés tombe accidentellement dans le liquide d'embaumement, transformant Kenny en zombie. Ce que tout le monde pense être une épidémie de conjonctivite va alors ravager la ville.                                                   |    |                                                                                   |                           |                                         |                    |                    |               |
| 9 | 9  | Le Petit Éthernopien Starvin' Marvin                                              | Trey Parker               | Trey Parker                             | 19 novembre 1997   | 24 octobre 1998    | 109           |
| Pensant recevoir une montre à quartz, les quatre enfants envoient cinq dollars en Éthiopie mais reçoivent finalement un enfant du pays. |    |                                                                                   |                           |                                         |                    |                    |               |
| 10 | 10 | Monsieur Hankey, le petit caca Noël Mr. Hankey, the Christmas Poo                 | Trey Parker et Matt Stone | Trey Parker                             | 17 décembre 1997   | 26 décembre 1998   | 110           |
| Noël approche et les enfants préparent un spectacle sur la Nativité. Les parents de Kyle, de confession juive. Pour faire de Noël une fête universelle, Kyle propose de célébrer M. Hankey, le petit caca Noël.                                                                                    |    |                                                                                   |                           |                                         |                    |                    |               |
| 8 | 8  | Damien                                                                            | Trey Parker               | Trey Parker et Matt Stone               | 4 février 1998     | 28 août 1998       | 108           |
| Un nouvel élève arrive à l'école primaire : Damien, fils de Satan. Un match de boxe est alors organisé entre son père et Jésus, résidant à South Park. |    |                                                                                   |                           |                                         |                    |                    |               |
| 11 | 11 | Chirurgie esthétique Tom's Rhinoplasty                                            | (non crédité)             | Trey Parker                             | 11 février 1998    | 7 novembre 1998    | 111           |
| M. Garrison doit subir une rhinoplastie et se fait remplacer par Mlle Ellen. Tous les garçons de la classe tombent amoureux de la remplaçante, rendant Wendy Testaburger jalouse. |    |                                                                                   |                           |                                         |                    |                    |               |
| 12 | 12 | Mecha Streisand Mecha-Streisand                                                   | Trey Parker               | Trey Parker, Philip Stark et Matt Stone | 18 février 1998    | 21 novembre 1998   | 112           |
| Les enfants font de l'archéologie avec leur classe et découvrent un mystérieux triangle. Barbra Streisand tente à tout prix d'obtenir cet artefact pour former le diamant de Panthéos et accomplir une prophétie.                                                                                  |    |                                                                                   |                           |                                         |                    |                    |               |
| 13 | 13 | La mère de Cartman est une folle du cul Cartman's Mom is a Dirty Slut             | Trey Parker               | Trey Parker et David R. Goodman         | 25 février 1998    | 5 décembre 1998    | 113           |
| Cartman ignore qui est son père. Le généticien Alphonse Mephisto accepte de l'aider, mais rares sont ceux qui n'ont pas couchés avec Liane Cartman. |    |                                                                                   |                           |                                         |                    |                    |               |

## VHS et DVD
Six épisodes — Cartman a une sonde anale, Volcano, Muscle Plus 4000, Une promenade complètement folle avec Al Super Gay, Un éléphant fait l'amour à un cochon et La Mort — sont sortis dans un coffret de trois VHS le 5 mai 1998 aux États-Unis et au Canada, marquant la première disponibilité de South Park en vidéo. Le coffret en version française est sorti le 15 janvier 1999.
Le coffret DVD de la première saison est disponible depuis le 12 novembre 2002 en région 1, le 22 octobre 2007 en région 2 et le 4 octobre 2007 en région 4,. Pour chaque épisode, Parker et Stone avaient enregistré des commentaires, mais ceux-ci n'étaient pas inclus dans le DVD en raison des déclarations du duo. Les auteurs ayant refusé la suppression ou la modification des pistes, le DVD a alors inclus un CD uniquement prévu à cet effet. Depuis 2008, tous les épisodes de South Park sont disponibles en streaming légal dans certains pays sur le site officiel SouthParkStudios.com.
| South Park – The Complete First Season | | | |
| Détails, | Détails, | Détails, | Caractéristiques, |
| - 13 épisodes - Coffret de 3 disques - Aspect ratio 1.33:1 - Langues : - Anglais (Dolby Digital 2.0, avec sous-titres) - Français (sous-titres uniquement) - Espagnol (sous-titres uniquement) | - 13 épisodes - Coffret de 3 disques - Aspect ratio 1.33:1 - Langues : - Anglais (Dolby Digital 2.0, avec sous-titres) - Français (sous-titres uniquement) - Espagnol (sous-titres uniquement) | - 13 épisodes - Coffret de 3 disques - Aspect ratio 1.33:1 - Langues : - Anglais (Dolby Digital 2.0, avec sous-titres) - Français (sous-titres uniquement) - Espagnol (sous-titres uniquement) | - Introduction des créateurs pour les 13 épisodes - Vidéo-bonus Le clip musical de Cartman « O Holy Night » - Vidéo-bonus Le clip musical de Ned « O Little Town of Bethlehem » - Quatre bande-annonces - « A South Park Thanksgiving » présenté exclusivement sur The Tonight Show with Jay Leno - Les quatre enfants présentant les CableACE Awards de 1997 |
| Dates de sorties | | | - Introduction des créateurs pour les 13 épisodes - Vidéo-bonus Le clip musical de Cartman « O Holy Night » - Vidéo-bonus Le clip musical de Ned « O Little Town of Bethlehem » - Quatre bande-annonces - « A South Park Thanksgiving » présenté exclusivement sur The Tonight Show with Jay Leno - Les quatre enfants présentant les CableACE Awards de 1997 |
| Région 1 | Région 2 | Région 4 | - Introduction des créateurs pour les 13 épisodes - Vidéo-bonus Le clip musical de Cartman « O Holy Night » - Vidéo-bonus Le clip musical de Ned « O Little Town of Bethlehem » - Quatre bande-annonces - « A South Park Thanksgiving » présenté exclusivement sur The Tonight Show with Jay Leno - Les quatre enfants présentant les CableACE Awards de 1997 |
| 12 novembre 2002 | 22 octobre 2007 | 4 octobre 2007 | - Introduction des créateurs pour les 13 épisodes - Vidéo-bonus Le clip musical de Cartman « O Holy Night » - Vidéo-bonus Le clip musical de Ned « O Little Town of Bethlehem » - Quatre bande-annonces - « A South Park Thanksgiving » présenté exclusivement sur The Tonight Show with Jay Leno - Les quatre enfants présentant les CableACE Awards de 1997 |